# Jesús Luis Cunchillos
Jesús Luis Cunchillos   (Novallas, 11 de juny de 1936 - 20 de maig de 2006) va ser un professor, investigador i orientalista espanyol.
Va estudiar a diverses universitats europees: Universitat de La Sapienza a Roma, la Universitat de Viena, la Universitat de París, Universitat de Salamanca i Universitat Complutense de Madrid. Cunchillos va dedicar la seva vida a aclarir els problemes filològics del semitisme (Hebreu, ugarític, fenici) connectant la disciplina de la filologia amb l'arqueologia i la història.
Jesús Luis Cunchillos va ser epigrafista d'inscripcions fenícies i púniques aparegudes al jaciment arqueològic de Doña Blanca (Puerto de Santa María).
Coordinà el projecte d'automatització del procés d'interpretació de llengües en els seus textos José Luis Cunchillos va llegar la seva biblioteca personal a l'Instituto de Estudios Islámicos.